# Pinault Collection
La Pinault Collection è la holding che detiene e gestisce i beni artistici e culturali dell'imprenditore francese François Pinault, tra cui la collezione d'arte della famiglia Pinault, i suoi siti espositivi, i partenariati istituzionali e culturali, i prestiti artistici e i programmi per artisti in residenza.  Le opere della collezione sono esposte regolarmente nei musei più rinomati del mondo tramite un’incessante politica di prestiti e mostre originali. Ospitata, tra le altre, a Lille, Mosca, Essen e Stoccolma; la collezione Pinault ha le sue sedi principali a Punta della Dogana e Palazzo Grassi a Venezia. Dal 2021 alle due cornici italiane si aggiungerà anche la ex sede della borsa parigina.

## La collezione Pinault
La collezione Pinault è una collezione d’arte privata tra le più vaste e importanti a livello mondiale. Conta oltre 5.000 opere di arte contemporanea, tra cui pitture, sculture, fotografie e video appartenenti ai più importanti movimenti artistici della modernità come l'Arte Povera, il Minimalismo, il Post-minimalismo e la Pop Art. Secondo una stima di Bloomberg la Pinault Collection ha un valore complessivo di 1,2 miliardi di euro. Tra i grandi nomi dell’arte moderna con cui la Pinault collection ha collaborato troviamo Marlen Dumas, Gilbert & George, Chindy Sherman, Maurizio Cattelan e Damien Hirst. François Pinault, il creatore della collezione, è rientrato più volte nella classifica di ArtReviews come uno degli uomini più influenti dell’arte contemporanea. La passione del mecenate per l’arte inizia negli anni 70, quando si avvicina alla sua seconda moglie Maryvonne Campbell, figlia di un antiquario di Rennes, e acquista la sua prima opera d’arte moderna, la prima di una lunga serie che darà vita all’attuale collezione Pinault.

## Arte e cultura a Venezia

### Palazzo Grassi

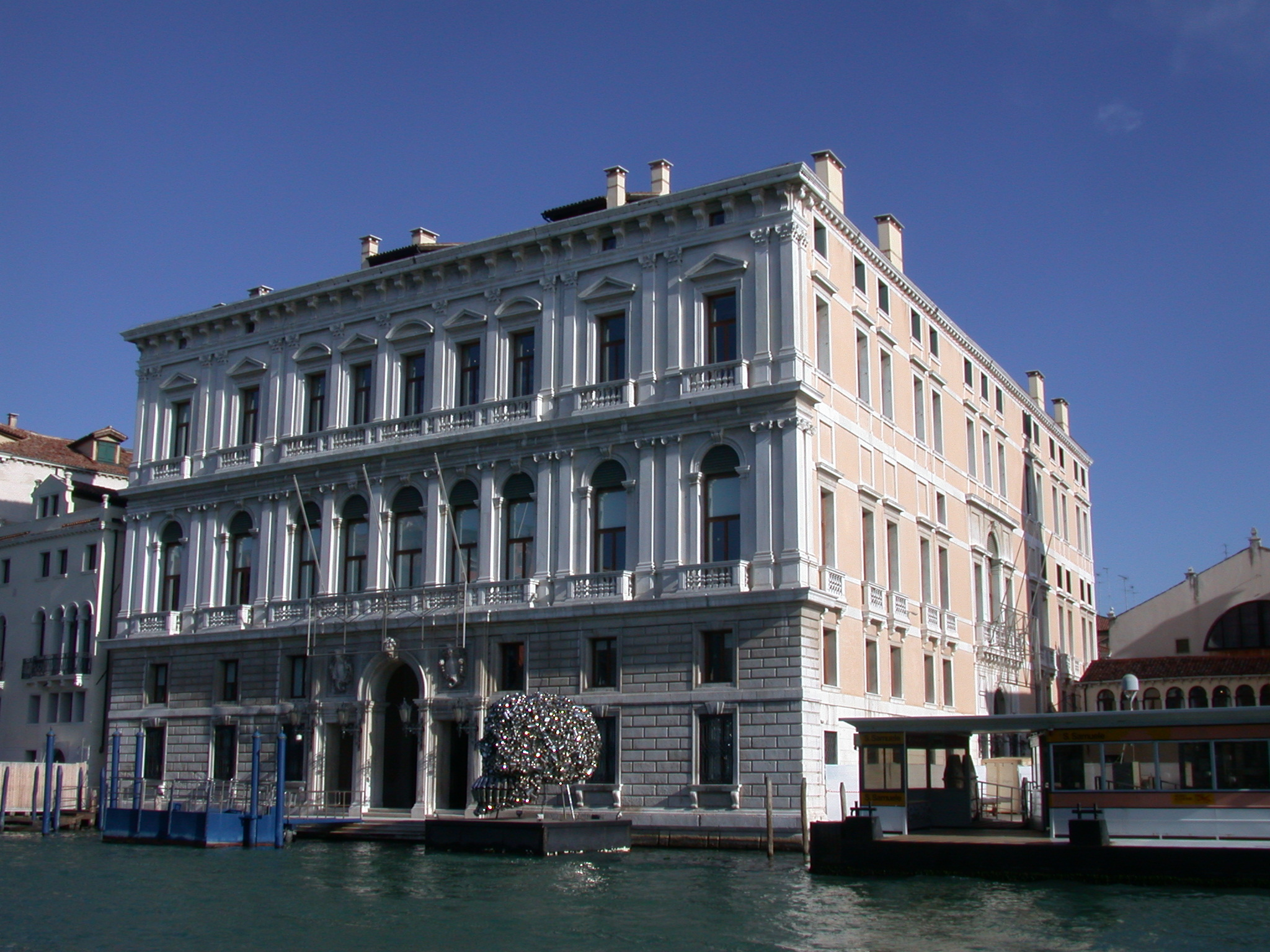
Venezia-Palazzo Grassi

Palazzo Grassi è una maestosa costruzione neoclassica che si trova a Venezia, affacciata al Canal Grande, è stata acquistata dalla famiglia Pinault nel 2005 proprio per ospitare la collezione Pinault. La costruzione neoclassica era destinata al mondo dell’arte già con la proprietà precedente, Fiat, che qui organizzava mostre di vario genere. Nel 2006 i lavori di ristrutturazione furono affidati all’architetto giapponese Premio Pritzker Tadao Ando; alla fine dello stesso anno Palazzo Grassi è stato inaugurato con l’esposizione della Pinault collection.  In cinque anni tra le due sedi veneziane sono state esposte più di 500 opere esclusive della collezione, ma sono stati promossi anche giovani artisti come Tatiana Trouvé e Julie Mehrethu. Vengono organizzati eventi di cultura, filosofia, arte, danza, performance,  ampia anche la pianificazione a ingresso libero, spesso in collaborazione con istituzioni veneziane e le realtà universitarie come la Ca’ Foscari, l’Università IUAV e l’Accademia di Belle Arti. Dal 2020 il direttore del complesso Palazzo Grassi - Punta della Dogana sarà Bruno Racine.

### Punta della Dogana

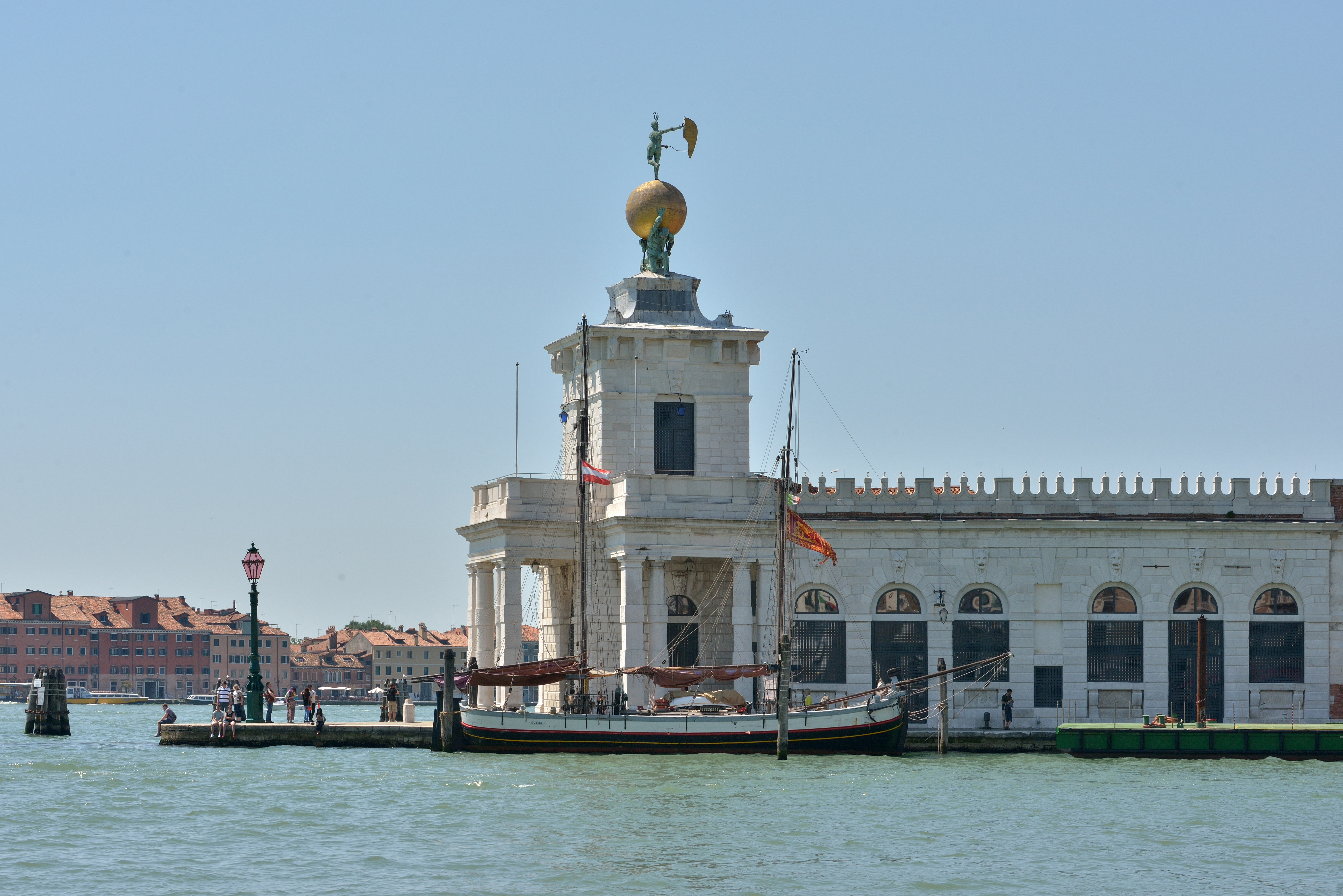
Punta della Dogana lato nord

Edificio simbolo di Venezia, utilizzato per le attività doganali già dal 1300 grazie alla sua posizione strategica tra il Canal Grande e il Canal della Giudecca, oggi Punta della Dogana è la seconda sede veneziana della Pinault Collection. Nel luglio 2006 il comune di Venezia organizza un bando di concorso per la cessione di Punta della Dogana per trent’anni, con l’obiettivo di creare un centro d’arte contemporanea. Pinault partecipa e infine vince sulla fondazione Fondazione Solomon R. Guggenheim affiancata dall’architetto iraniano Zaha Hadid. Anche questa volta il restauro viene affidato a Tadao Ando che ne ricava uno spazio dallo stile minimalista. Punta della Dogana ospita grandi nomi dell’arte contemporanea,  tra le mostre di maggior successo troviamo “Elogio al dubbio” nel 2011, che ha visto la partecipazione di Maurizio Cattelan con la sua opera All,  e nel 2017 “Treasures from the Wreck of the Unbelievable” di Damien Hirst.

### Il Teatrino
Nel 2012, la direzione della Pinault Collection opta per la ristrutturazione del Teatrino, area che nel 1857 era stata concepita per essere il giardino di Palazzo Grassi e che un secolo più tardi era stato trasformato in un teatro all’aperto e abbandonato nel 1983. Nel 2012, in collaborazione con il Comune di Venezia e la Sovrintendenza ai Beni Architettonici e Paesaggistici di Venezia, i lavori di ristrutturazione vengono affidati a Tadao Ando. Oggi il Teatrino è dotato di un auditorium di 220 posti, completo di foyer e di aree tecniche. Lo spazio ospita eventi teatrali, conferenze, reading, concerti, proiezioni, in continuo dialogo con Palazzo Grassi. Dall’inaugurazione del 2013 ad oggi sono stati molti gli eventi culturali proposti dal Teatrino,  che hanno visto la collaborazione di grandi nomi come Doug Aitken, Francesco Vezzoli, Olivier Saillard.  Altrettanto numerose le collaborazioni con importanti istituzioni culturali come la Biennale di Venezia, la Fondazione Musei Civici di Venezia e il Festival dei Matti.

## Borsa di Commercio di Parigi

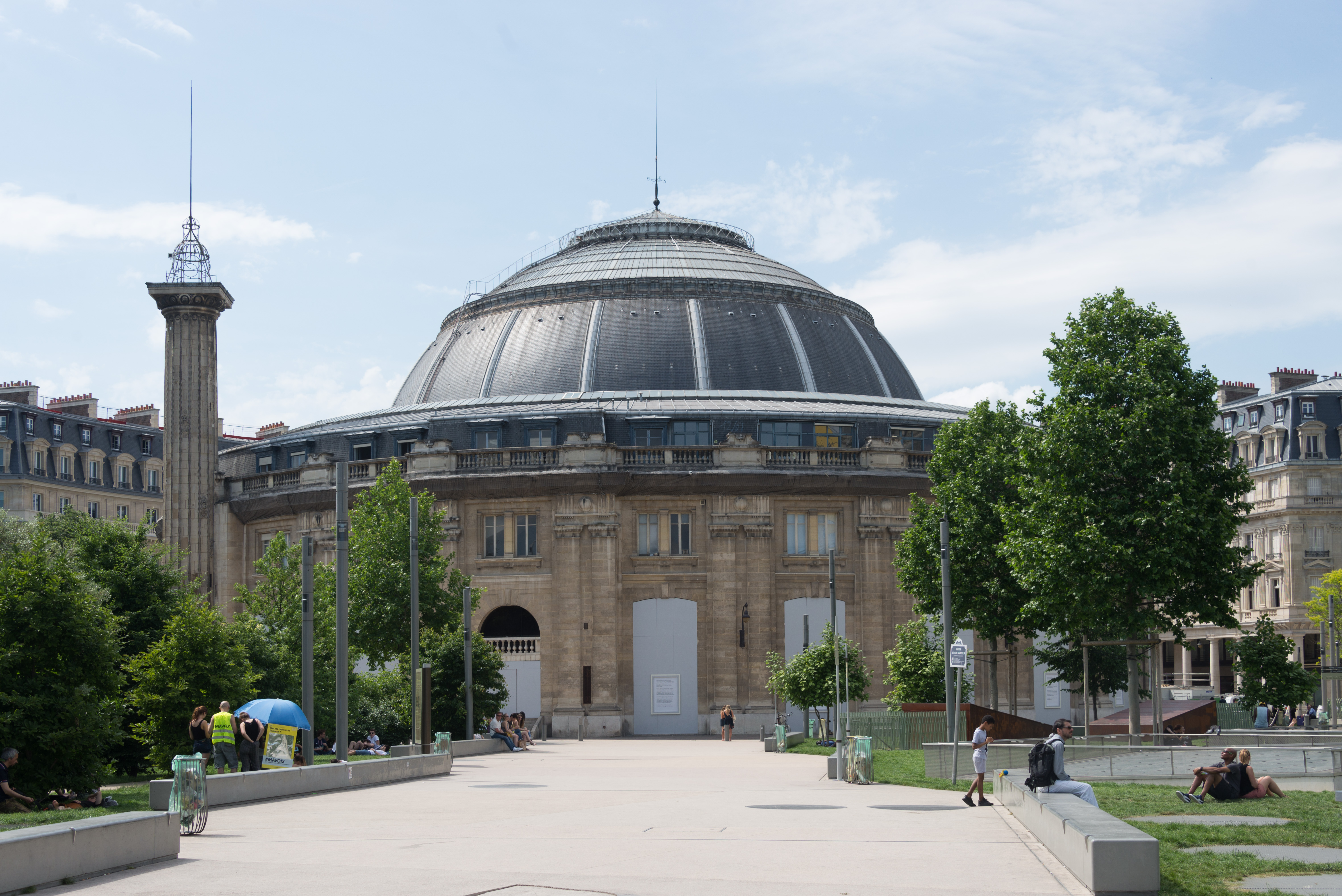
Bourse de commerce de Paris, 27 May 2017 001

Nell’aprile 2016, François Pinault e il comune di Parigi annunciano il piano di convertire la Borsa di Commercio di Parigi in un museo di arte contemporanea. Si tratta di un edificio storico datato 1767, di pianta circolare e sormontato da una cupola, una superficie di 13.000 metri quadrati. Alla ristrutturazione provvederà Tadao Ando affiancato dagli architetti francesi Pierre-Antoine Gatier, Lucie Niney e Thibault Marca. Si prevede la presenza di oltre seimila opere d’arte contemporanea, fotografie, installazioni, sculture con la partecipazione di più di 380 artisti. Per rendere tutto ciò possibile Ando ha progettato un cilindro alto 9 metri e di 30 di diametro, da porre al di sotto della cupola. Oltre alle esposizioni di nuove opere della Pinault Collection, saranno realizzate mostre tematiche ed al timone ci sarà Martin Bethenod, reduce dalla lunga esperienza veneziana.

## Elenco delle esposizioni
| Inizio        | Fine          | Luogo                                                           | Nome                                                             | Note                                                  |
| ------------- | ------------- | --------------------------------------------------------------- | ---------------------------------------------------------------- | ----------------------------------------------------- |
| Aprile 2006   | Aprile 2006   | Palazzo Grassi                                                  | Where are we going?                                              | Prima esposizione ufficiale della Pinault Collection. |
| November 2006 | Marzo 2007    | Palazzo Grassi                                                  | Picasso, la joie de vivre, 1945-48                               | collaborazione con Musée Picasso nelle Antille.       |
| 2007          | 2007          | Lille (Francia)                                                 | Passage of Time                                                  |                                                       |
| Giugno 2009   | Aprile 2011   | Palazzo Grassi Punta della Dogana                               | Mapping the Studio: Artists from the François Pinault Collection |                                                       |
| 2009          | 2009          | Garage Museum (Mosca, Russia)                                   | A state of the world?                                            |                                                       |
| 2011          | 2011          | Seoul (Korea del sud)                                           | Agony and Ecstasy                                                |                                                       |
| Maggio 2013   | Febbraio 2015 | Punta della Dogana                                              | Prima Materia                                                    | curata da Caroline Bourgeois e Michael Govan.         |
| 2014          | 2014          | Grimaldi Forum (Monaco)                                         | ArtLovers: Stories of Art in the Pinault Collection              |                                                       |
| 2016          | 2016          | Museum Folkwang (Essen, Germany)                                | Dancing with Myself                                              | di Urs Fischer.                                       |
| 2017          | 2017          | Fotografiska (Stoccolma, Svezia)                                | Resonance                                                        |                                                       |
| Aprile 2017   | Dicembre 2017 | Palazzo Grassi Punta della Dogana                               | Treasures from the Wreck of the Unbelievable                     | di Damien Hirst.                                      |
| 2018          | 2018          | Convento dei Giacobini - Musée des Beaux-Arts (Rennes, Francia) | Debout                                                           |                                                       |
| Aprile 2018   | gennaio 2019  | Palazzo Grassi                                                  | Cows by the water                                                | di Albert Oehlen.                                     |
| Marzo 2019    | Dicembre 2019 | Punta della Dogana                                              | Luogo e Segni                                                    | curata da Mouna Mekouar and Martin Bethenod.          |
| 2019          | 2019          | Musée des Beaux-Arts de Rouen (Francia)                         | So British!                                                      |                                                       |
| Marzo 2019    | gennaio 2020  | Palazzo Grassi                                                  | La Pelle                                                         | di Luc Tuymans.                                       |